# Леон (епископ Ростовский)
Епископ Леон (или Леонтий) — епископ Русской православной церкви, епископ Ростовский и Суздальский.

## История
До хиротонии был игуменом Суздальского Владычнего монастыря.
Поставлен в епископы Ростовские митрополитом Константином I в 1158 году вместо лишенного годом ранее кафедры епископа Нестора. В Суздальской земле это поставление было расценено как незаконное. По Лаврентьевской летописи: «Леон епископ не по правде поставися Суждалю. Нестеру [е]пископу Суждальскому живущю, перехватив Нестеров стол».
В первый год его епископского служения в Ростове был сильный голод, а вскоре большой пожар, от которого сгорела соборная церковь.
Уже в 1159 году «выгнаша ростовци и суждальци Леона епископа, зане умножилъ бяше церковь, грабяи попы». По предположению Н. Н. Воронина, ростовский епископ провел своего рода переучёт облагаемых епископской данью церквей, причём включил в их число и приделы (алтари) каждой церкви, что значительно увеличило доходы епископской казны.
Вступив на кафедру, начал проповедовать новое учение, не соглашаясь с мнением Константинопольского патриарха Луки Хрисоверга, что не должно разрешать пост среды и пятка вообще ни для каких Господских праздников, даже для Рождества Христова и Богоявления, учение, которое, как открыто противное учению патриарха, показалось некоторым ересью. С жаром отстаивал Леон свои мысли перед великим князем Андреем Боголюбским и перед всеми людьми, но в 1159 году был изгнан и отправлен сперва в Чернигов к князю Святославу, потом в Киев. «Поча (Леон) Суждали учити не ести мяс в господьскыя празникы - в среды и в пяткы - ни на рожьство господне ни на крещенье-И бысть тяжа про то велика пред благоверным князем Андреем и предо всеми людьми. И упре его владыка Феодор». Оскорблённый епископ Леон пошёл искать суда в Византию, но и в Царьграде за свои еретические воззрения о посте был заключён в темницу.
По возвращении изгнан вторично в 1162 году.
Мнение епископа Леона о посте в среду и пяток, заклеймённое именем ереси, было отвергнуто всеми на Руси.
Скончался 1 мая 1171 года, «зле изверже душу свою».